# 耶乌德·西蒙·穆纳罗
耶乌德·西蒙·穆纳罗（Yehude Simon Munaro，1947年7月18日—），秘鲁政治家，2008年10月获总统加西亚任命为总理，以接替日前辞职的德尔卡斯蒂略。